# اوفلیا (نقاشی)
اوفِلیا (به انگلیسی: Ophelia) رنگ روغنی از جان اِوِرِت میلِی، نقاش بریتانیایی است که بین سال‌های ۱۸۵۱ تا ۱۸۵۲ کشیده و اوفِلیا معشوقهٔ هملت را در حال آوازخوانی حین غرق‌شدن در رودخانه‌ای در دانمارک به تصویر می‌کشد.
نخستین نمایش اثر در آکادمی سلطنتی هنر استقبال گرمی به‌همراه نداشت، اما به‌تدریج ارزش‌های هنری‌اش، به‌خصوص در نمایش زیباییِ اوفِلیا و ترسیم دقیق جزئیات منظره، مورد تحسین قرار گرفت.
اوفِلیا اکنون در نگارخانهٔ تیت بریتانیا نگهداری می‌شود و ارزش آن حدود ۳۰ میلیون پوند برآورد شده است.